# Affix (Linguistik)
Affix (von lateinisch affigere ‚anheften‘; Partizipform: affixum, ‚angeheftet‘) bezeichnet in der Morphologie (Sprachwissenschaft) einen unselbständigen Bestandteil eines Wortes (ein gebundenes Morphem), der nicht selbst durch Anfügung anderer Elemente komplettiert werden kann, sondern nur umgekehrt zur Erweiterung eines vorhandenen Wortes oder Wortteiles dient. Diese letztere Eigenschaft unterscheidet das Affix von einem gebundenen lexikalischen Morphem (wie Konfix, unikales Morphem), das ebenfalls nicht selbständig vorkommt, aber seinerseits als Wortstamm dienen kann.
Affixe dienen vor allem zur Wortbildung und zur Flexion. Das Gegenstück zum Affix, also der Wortteil, mit dem ein Affix sich verbindet, heißt Basis der Affigierung. In den meisten, aber nicht allen Fällen, handelt es sich hierbei um einen Wortstamm (siehe dort zu Einzelheiten).
In der Informatik und der Mathematik wird „Affix“ mit einem anderen Bedeutungsinhalt verwendet, der zwar dem sprachwissenschaftlichen Begriff ähnelt, sich aber im Einzelnen davon unterscheidet (siehe „Affix“ in Naturwissenschaften und Informatik).

## Einteilung nach der Stellung
In typischen Fällen werden Affixe mit ihrer Basis verkettet: Sie können nach ihrer Basis (Suffix) oder davor (Präfix) angefügt werden oder sogar, als zweiteilige Affixe, beides zugleich (Zirkumfix). In besonderen Fällen findet statt einer Verkettung eine Verschränkung mit der Basis statt (Infix, Suprafix). – Der Sonderfall „Interfix“ ist kein Stellungstyp, sondern eher eine Funktion; Interfixe sind in der Regel Suffixe (siehe im verlinkten Artikel für Beispiele).

### Verkettung mit der Basis
Suffix
Beispiel: „geh“/„geh-en“.
Der Verbstamm ist geh (taucht alleine so auch im Imperativ auf), das Suffix -en dient zur Bezeichnung der Infinitiv-Form.
Präfix
Beispiel: „schön“/„un-schön“.
Die Basis ist der Adjektivstamm schön. Das Präfix un- wandelt die Adjektivbedeutung in ihr Gegenteil um (Lexikalische Negation).
Zirkumfix
Beispiel 1: „geleitet“ = Verbstamm „leit-“ (wie in „leiten“) mit dem gleichzeitigen Hinzutreten von „ge-“ und „-et“;
Beispiel 2: Negation im Guarani: ndaguatái
Die Verbform aguata „ich gehe“ wird mit dem Zirkumfix nd-…-i negiert zu ndaguatái „ich gehe nicht“.

### Verschränkung mit der Basis
Infix
Im Gegensatz zu einem Affix, das an seine Basis „angeheftet“ wird, wird das Infix ins Innere eines anderen Morphems eingearbeitet. Dieser Fall kommt in der deutschen Sprache nicht produktiv vor, sondern nur als historische Spur (z. B. n-Infix zur Präsensmarkierung in Verben wie bringen).
Beispiel 1: Im Kharia wird der Nominalisierer -nV- vor die Koda der ersten Silbe eingefügt: gɔj „sterben“ – gɔnɔj „Tod“, jib „anfassen“ – jinib „Berührung“
Beispiel 2: Aktor-Fokus im Tagalog: bumilí. Der Verbstamm ist bilí „kaufen“, das Infix -um- wird nach dem ersten Stammkonsonanten eingefügt und gibt an, dass der Fokus auf das Agens gerichtet ist: bumilí „kaufen (jemand kauft)“.
Suprafix
Ein „Suprafix“ wird der Basis als Tonverlauf oder Akzentmuster übergestülpt. Die Kategorie des Suprafixes ist eine eher hypothetische Möglichkeit, den Anwendungsbereich des Mechanismus „Affigierung“ auf Fälle auszudehnen, in denen die (neutrale) Aussprache eines Wortstamms systematisch durch globale Lauteigenschaften abgeändert wird, wie z. B. Stimmhöhe oder Betonungsverteilung (also Suprasegmentale Merkmale).
Beispiel: Im Englischen unterscheiden sich Substantiv-Verb-Paare oft nur durch die Betonungsmuster: tormént (quälen) – tórment (Qual). Dies könnte als Wortableitung dargestellt werden, die folgende Form hat:
- tormént V -ANFANGSBETONUNG = tórment N

Dieser Typ von Affix wird selten angesetzt, da es schwierig sein kann nachzuweisen, dass der Veränderung ein Morphem entspricht und dass eine eindeutige Ableitungsrichtung existiert (auf die man sich durch den Zusatz eines Affixes festlegen würde).

## Einteilung nach der Funktion (Flexions- und Derivationsaffixe)
Affixe können auch nach ihrer Funktion eingeteilt werden:
- Affixe, die der Bildung von Wortformen dienen (der „Beugung“, also Flexion): Flexionsaffixe (auch Flexeme oder Flexive genannt),
- Affixe, die der Wortbildung dienen: Derivationsaffixe (selten auch: Derivateme).

Flexionsaffixe sind im Deutschen in der Regel Suffixe.
Beispiel: „geht“ = geh-t mit „t“ als Flexionssuffix.
Derivationsaffixe können im Deutschen Suffixe oder Präfixe sein.
Beispiel 1: „Lehrer“ = Lehr-er mit „-er“ als Derivationssuffix.
Beispiel 2: „zergehen“ = zer-geh-en mit „zer-“ als Derivationspräfix und „-en“ als Flexionssuffix.